# Желево
Желево (Андартико) је насеље у Грчкој у општини Преспа, периферија Западна Македонија. Према попису из 2021. било је 43 становника.

## Географија
Желево је удаљен око 30 km југозападно од града Лерин (Флорина), који се налази близу Малог Преспанског језера.

## Становништво
Македонски историчар Тодор Симовски, 1998. године наводи да је Желево словенско насеље.
Преглед становништва у свим пописним годинама од 1940. до данас:
| Година       | 1940 | 1961 | 1971 | 1981 | 1991 | 2001 | 2011 |
| ------------ | ---- | ---- | ---- | ---- | ---- | ---- | ---- |
| Становништво | 1345 | 605  | 418  | 169  | 133  | 135  | 84   |